# گز (بایبورد)
گز (به ترکی استانبولی: Gez) (به کردی: Gez) (به ارمنی: Կեզ) یک منطقهٔ مسکونی در ترکیه است که در بایبورد واقع شده‌است. گز ۱۳۷ نفر جمعیت دارد.